# سرخ
سُرخ به طیفی از رنگ‌ها گفته می‌شود که در پایین‌ترین بسامد نور قابل تشخیص توسط چشم انسان قرار دارند. سرخ در کنار زرد و آبی یکی از سه رنگ اصلی است. از جمله پرچم‌های کشورهایی که در آن قرمز به‌کار رفته است می‌توان به ایران، روسیه، آمریکا، گرجستان، ترکیه، چین و… اشاره کرد. طول موج رنگ سرخ بین ۶۲۵ تا ۷۶۰ نانومتر قرار دارد و بخشی از پرتوهای مرئی (امواج الکترومغناطیس قابل دیدن) است، بسامدهای پایین‌تر از آن را فروسرخ یا مادون قرمز می‌نامند.

## نام
در پارسی امروزی نام دیگر این رنگ، «قرمز» است. واژه قرمز خود معرب‌شده واژه‌های «کرمست» و «کرمیر» (سرخ، زرشکی) است که در زبان پارسی میانه (ساسانی) و دیگر زبان‌های ایرانی مانند سغدی رایج بوده‌اند، زیرا ایرانیان باستان این رنگ را از بدن کرم خاکی که سرخ رنگ هست شناختند و کرمست به معنی (کرم مانند یا رنگ کرم) است. در تاریخ ایران از این رنگ بعنوان لباس محمدشاه در زمان قاجار استفاده نمودند.

## کد رنگ
کد رنگ سرخ در محیط‌های داس 0x4 می‌باشد و در محیط ویندوز 0xff0000 است.

## در الکترونیک
در الکترونیک معمولاً سیم‌های مثبت تغذیه را با این رنگ مشخص می‌کنند. همچنین در مقاومت‌های رنگی رنگ سرخ به معنی عدد «دو» می‌باشد.

## در طبیعت
در ستاره‌شناسی ستاره‌ها و شبه ستاره‌های گروه M (ستاره‌های با کمترین حرارت) به عنوان ستاره‌های قرمز طبقه‌بندی می‌شوند همچنین مریخ به خاطر سطح پوشیده از اکسید آهنش به عنوان سیاره قرمز شناخته می‌شود. مشتری در سطح خود یک نقطه قرمز بسیار بزرگ دارد که به شکل یک توپ فوتبال کمی بالا از استوای سیاره قرار گرفته است. اخترشناسان عقیده دارند که این دایره نوعی طوفان است.
خون دارای اکسیژن نیز به علت اکسیده شدن هموگلوبین آن قرمز است. رنگ قرمز نخستین رنگی است که به وسیله آب دریا جذب می‌شود و به این دلیل بسیاری از ماهی‌ها و بی‌مهرگان دریایی قرمز رنگ در محل زنگی خود سیاه دیده می‌شوند. زمانی که دربارهٔ رنگ‌آمیزی جانوران صحبت می‌شود، قرمز معمولاً به رنگ‌های بین قهوه‌ای و قرمز گفته می‌شود. در این حالت، ممکن است از این رنگ برای شرح رنگ پوشش گاو یا سگ استفاده شود. همچنین از این رنگ برای نام‌گذاری گونه‌های مختلف جانوران مانند روباه قرمز، سنجاب قرمز، گوزن قرمز، سینه سرخ، بلبل دم قرمز و … استفاده می‌شود. به همین ترتیب، از این رنگ برای مشخص کردن چیزهای مختلفی که به نوعی با این رنگ در ارتباط هستند مانند خاک سرخ، موی سرخ یا سرخ‌پوست استفاده می‌شود. زمانی که از این رنگ در مورد گُل‌ها استفاده می‌شود، منظور رنگی نزدیک به ارغوانی یا صورتی است.

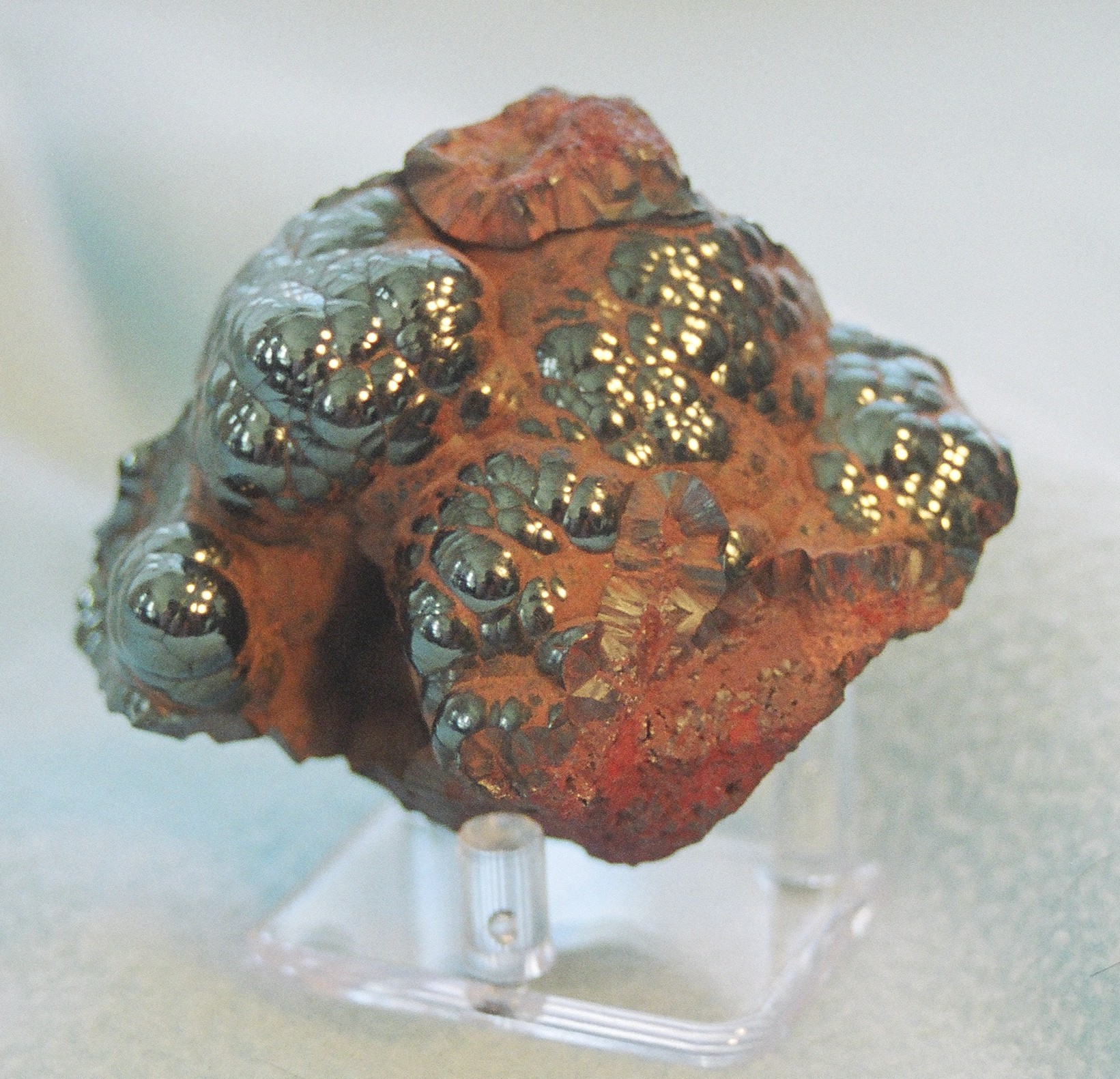
هماتیت یا سنگ آهن منبع رنگ قرمز چشمه قرمز است.
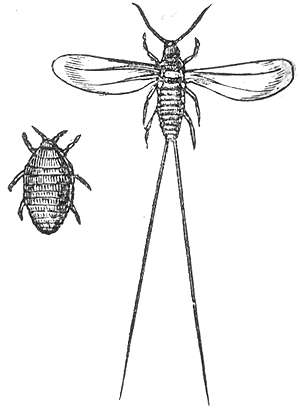
حشره کوچک حلزونی ماده مکزیک اسپانیایی (در سمت چپ)، برای ساختن رنگ عمیق زرشکی مورد استفاده در لباس‌های رنسانس خرد می‌شد.
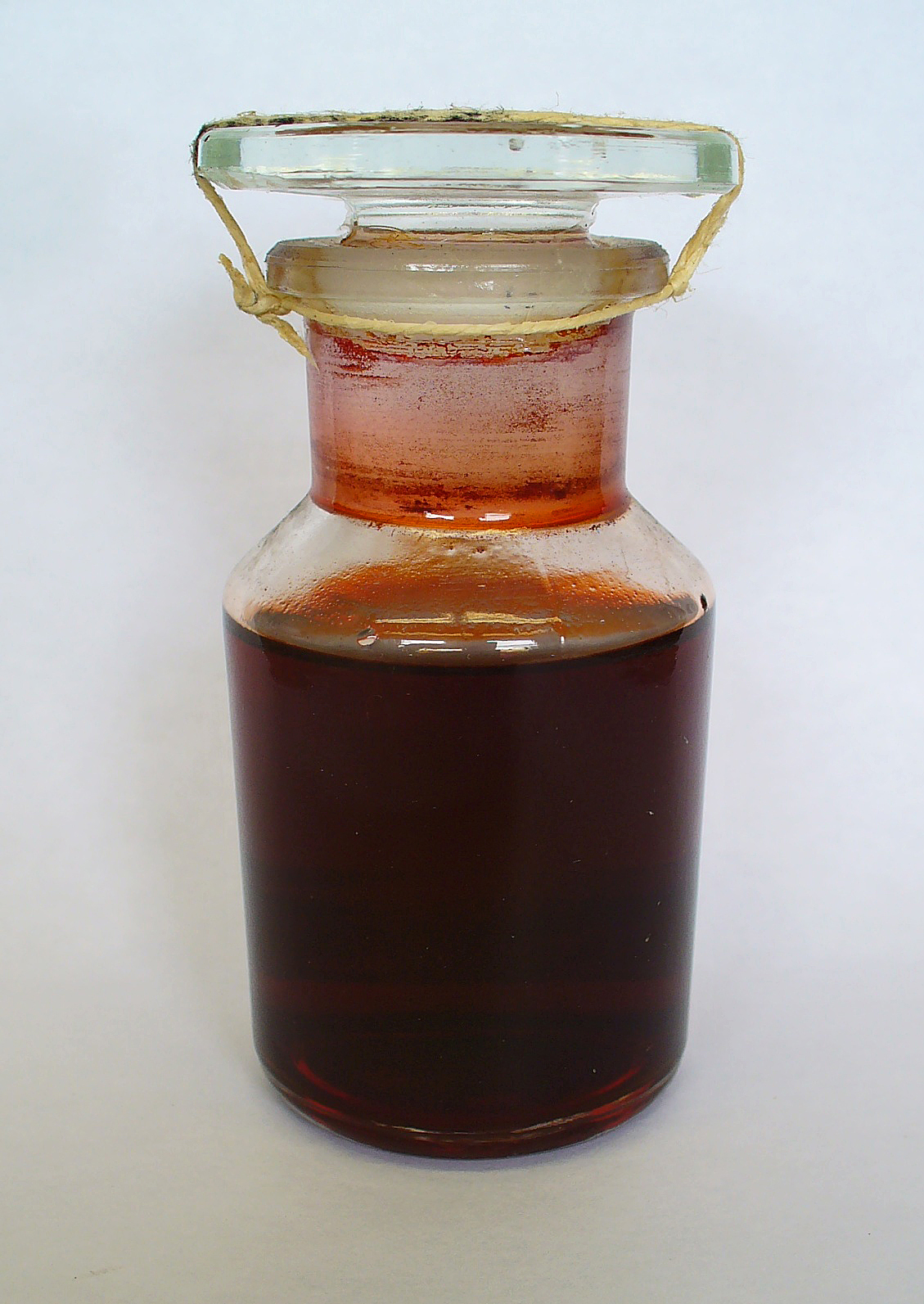
عصاره کارمین که از خرد کردن حلزون کوهی و دیگر حشراتی که از شیرهٔ درختان بلوط زنده تغذیه می‌کنند ساخته می‌شود. از قرون وسطی تا سدهٔ ۱۹ برای تهیه رنگ زرشکی استفاده می‌شد.
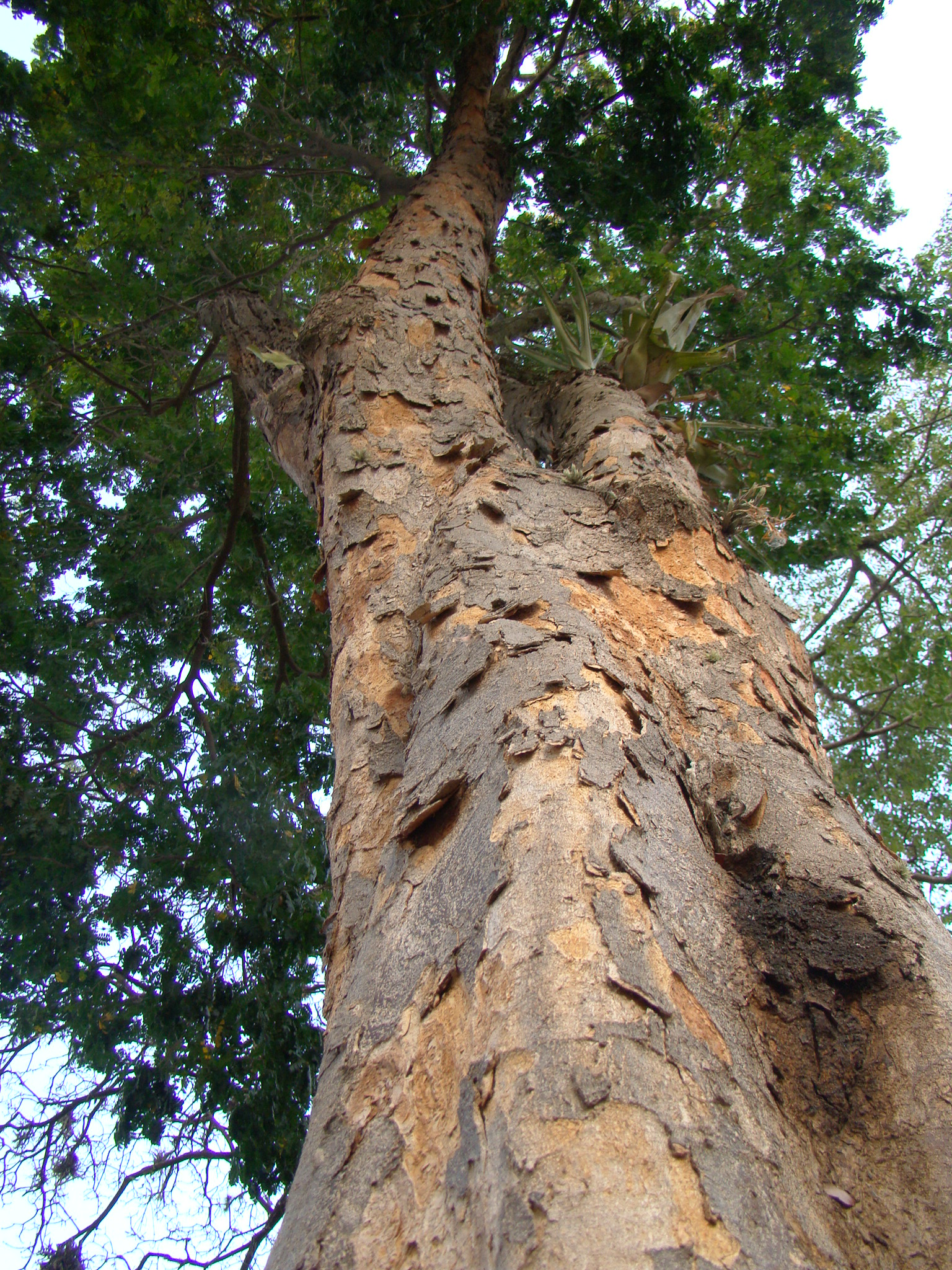
درخت ساپان وود، بومی هند، مالزی و سریلانکا و بعدها درخت مربوط به برزیوود (که در اینجا نشان داده شده است)، از ساحل آمریکای جنوبی سرچشمه یک رنگدانه و رنگ قرمز محبوب به نام برزیلین بود. چوب برزیل نام خود را به ملت برزیل داد.
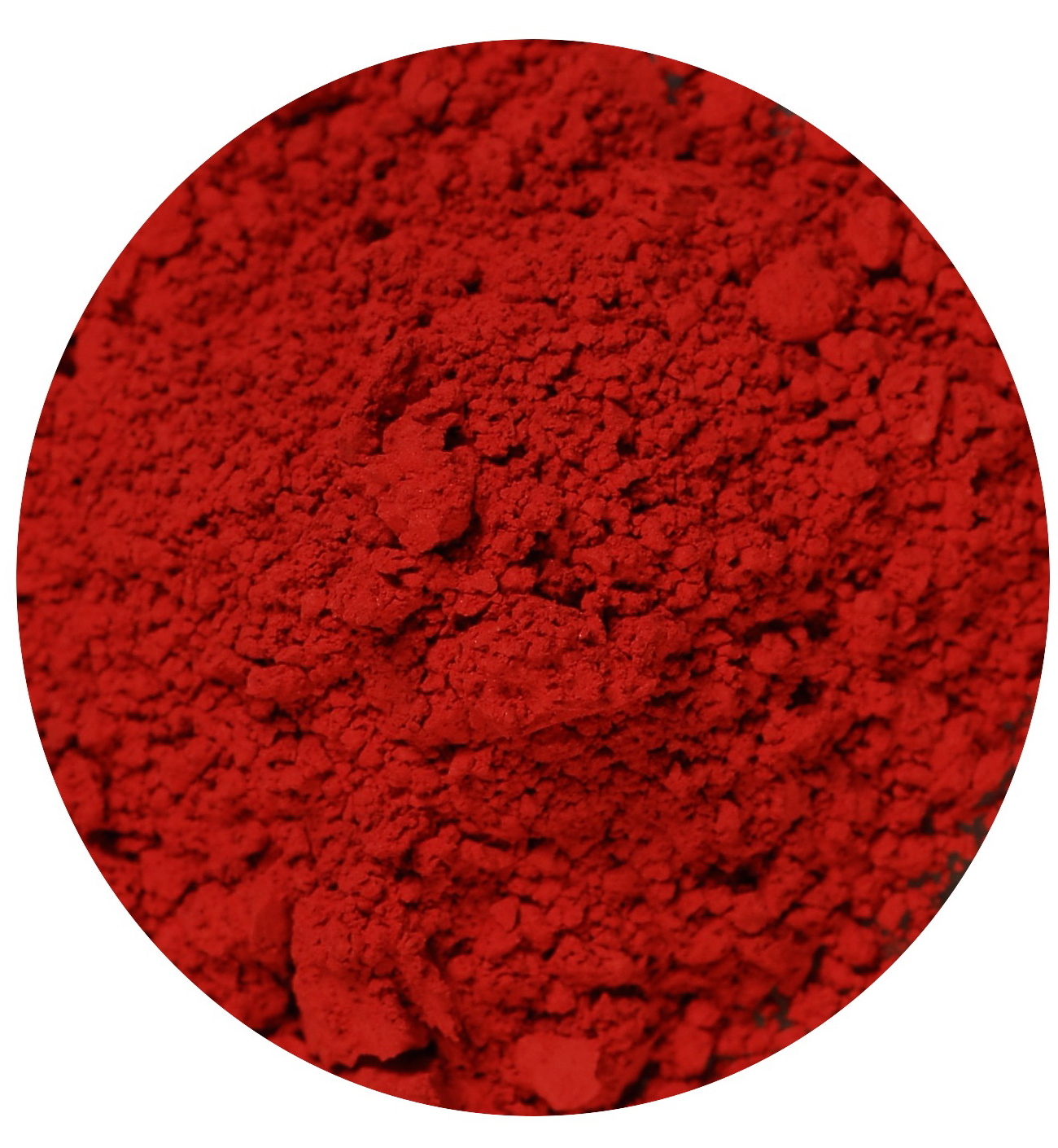
رنگدانه سرخ، ساخته‌شده از سولفور سیماب. این رنگدانه‌ای بود که در نقاشی‌های دیواری Pompeii به کار رفته و برای شروع رنگ‌آمیزی lacquerware از سلسله سونگ استفاده شده است.
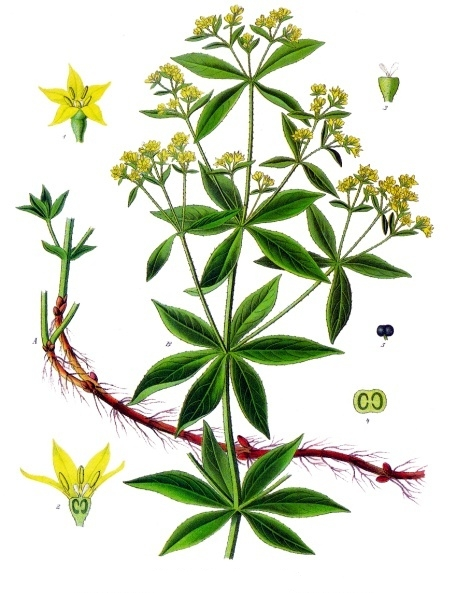
علیرغم گل سبز مایل به زرد، ریشه گیاه Rubia tinctorum یا گیاه غریب، رایج‌ترین رنگ قرمز مورد استفاده از دوران باستان تا سدهٔ ۱۹ را تولید می‌کرد.
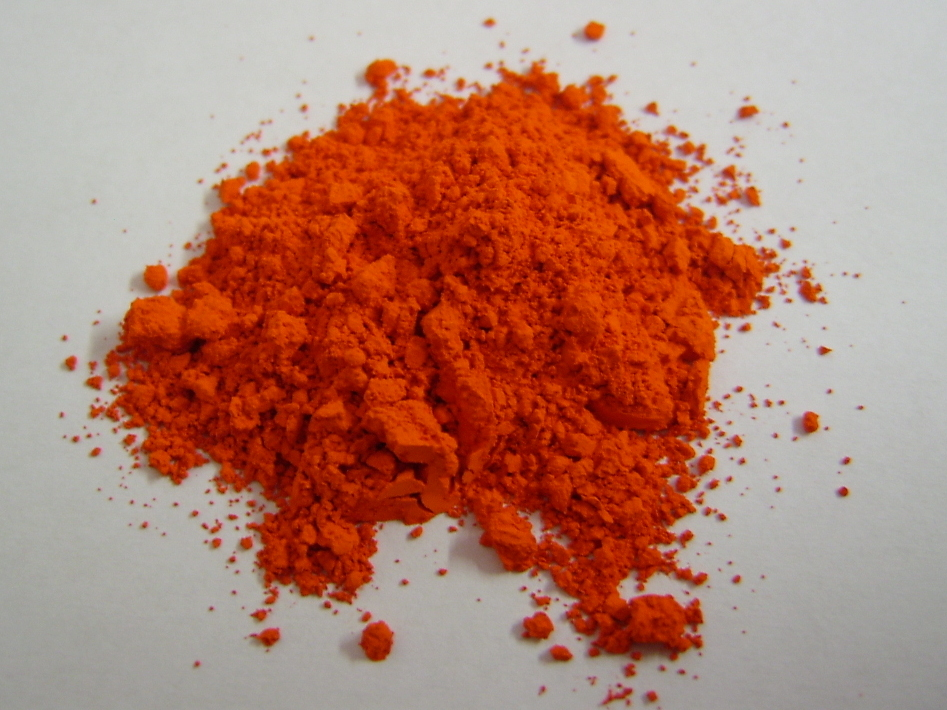
سرب سرخ، که به عنوان گل اُخری نیز شناخته می‌شود، از زمان یونانیان باستان استفاده می‌شده است. از نظر شیمیایی به عنوان تتروکسید سرب شناخته می‌شود. رومی‌ها آن را با بو دادن رنگدانه سفید سرب آماده می‌کردند. معمولاً در قرون وسطی برای سرفصل‌ها و تزئینات نسخه‌های خطی مصور مورد استفاده قرار می‌گرفت.
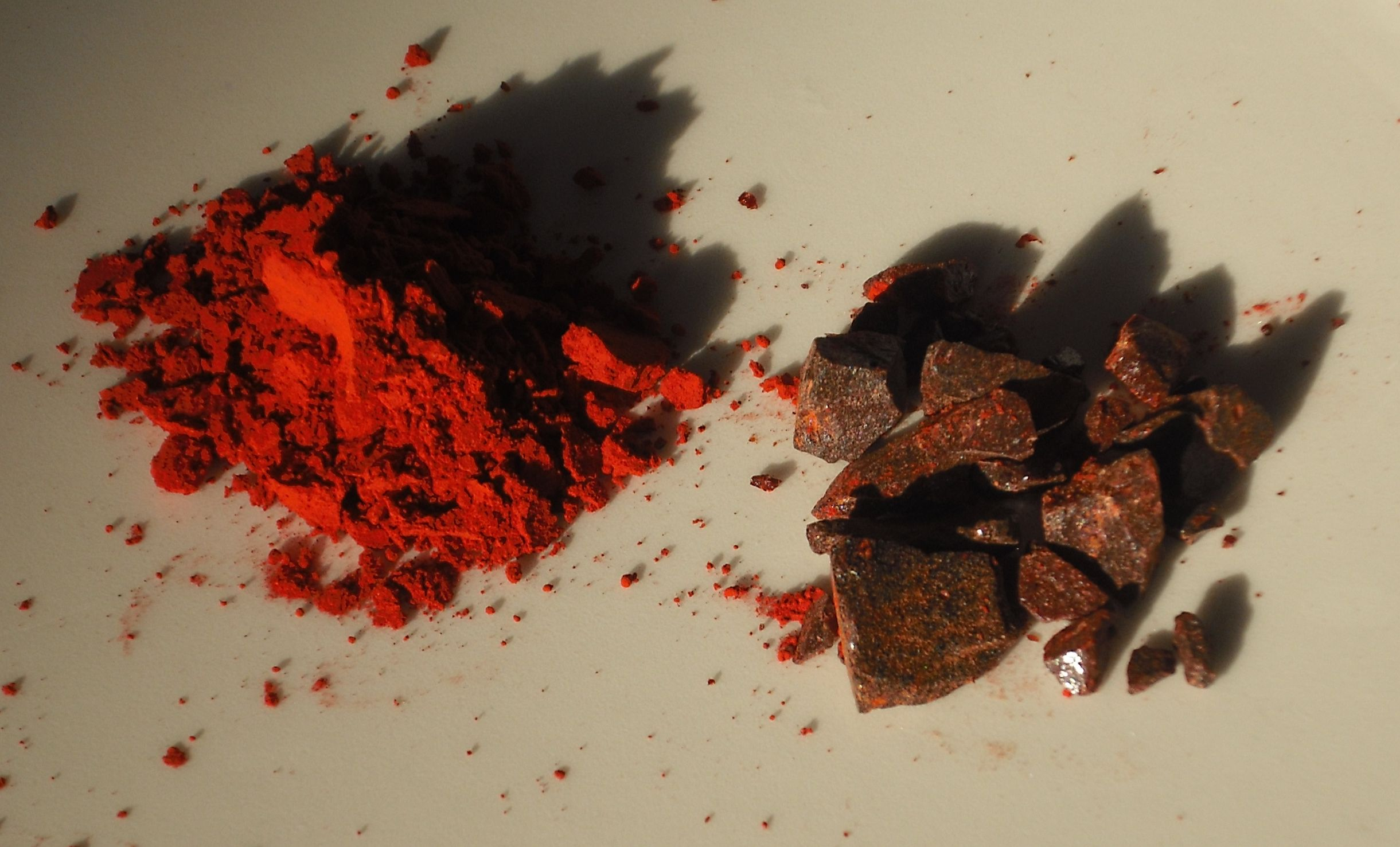
خون اژدها یک رزین قرمز روشن است که از گونه‌های مختلف تعدادی از جنس گیاهان متمایز حاصل می‌شود: Croton, Dracaena, Daemonorops, Calamus rotang و Pterocarpus. از رزین قرمز در زمان‌های قدیم به عنوان دارو، بخور دادن، رنگ و لاک برای ساخت ویولن در ایتالیا استفاده می‌شد.
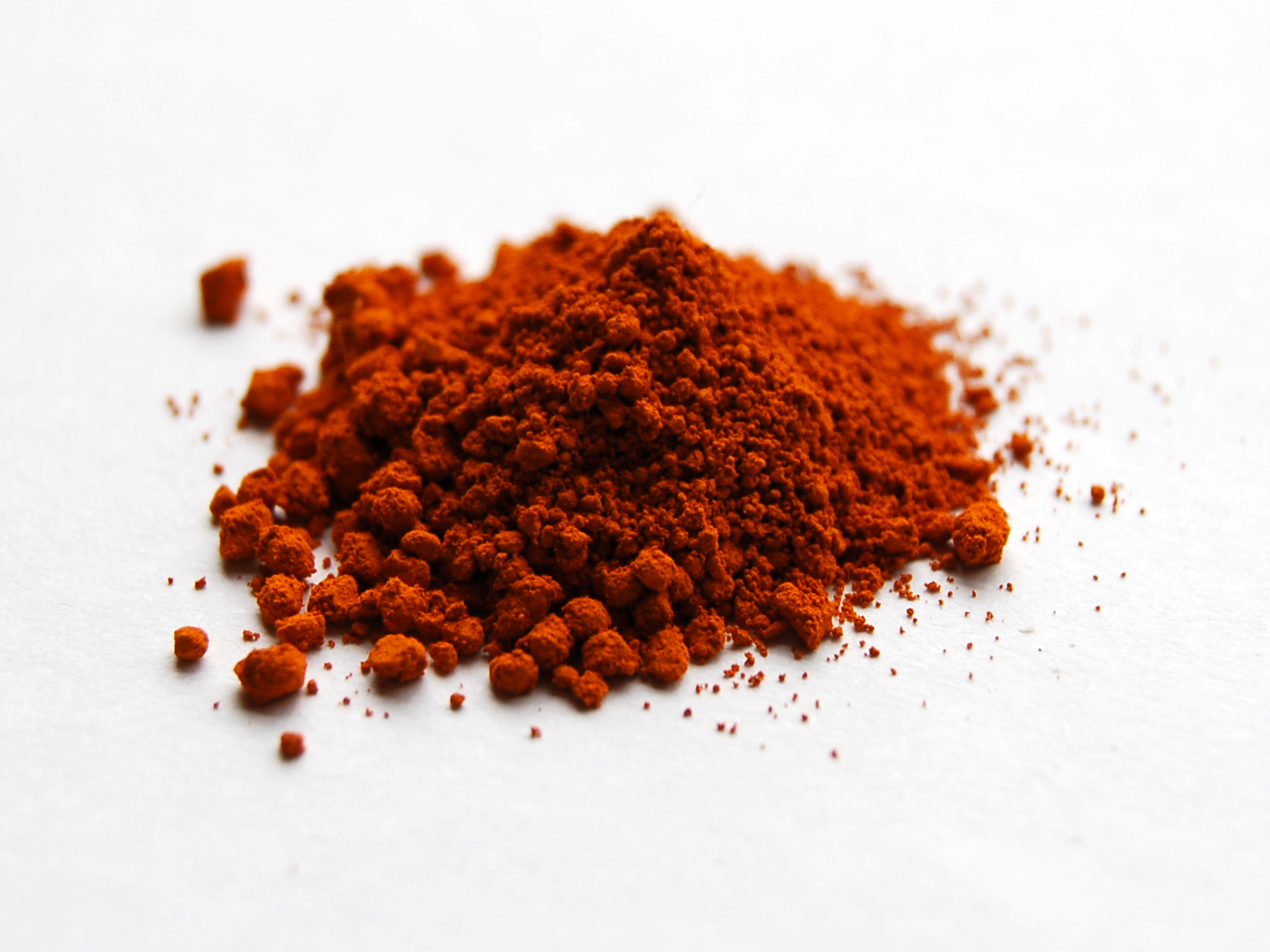
آلیزارین نخستین رنگ مصنوعی قرمز بود که در سال ۱۸۶۸ توسط شیمی‌دانان آلمانی ایجاد شد.
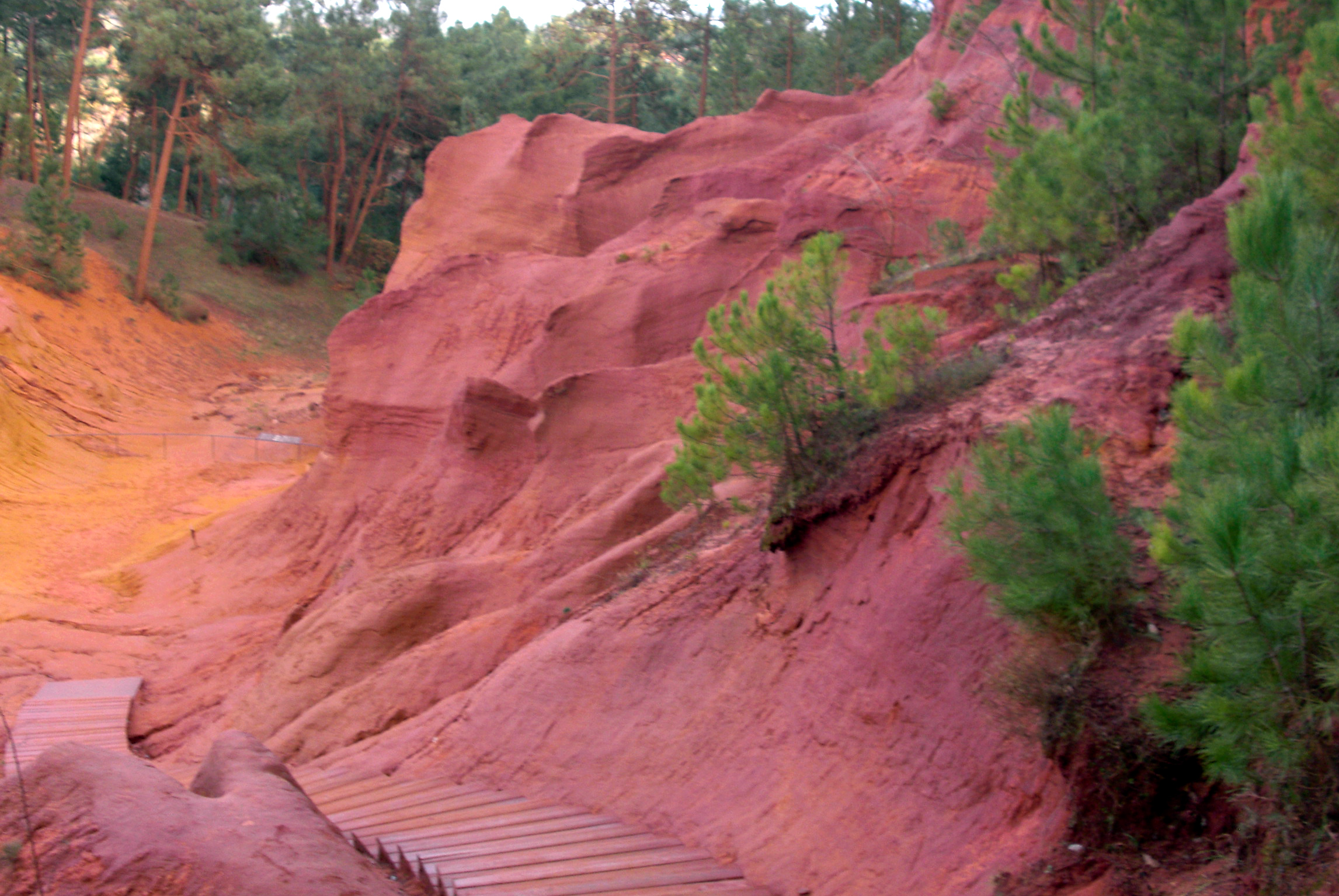
صخره‌های سرخ اُخرایی در نزدیکی روسسیلون در فرانسه. چشمه قرمز از گِل رس با هماتیت تشکیل شده است. اخرایی اولین رنگی بود که انسان در نقاشی‌های غار پیشاتاریخ مورد استفاده قرار داد.
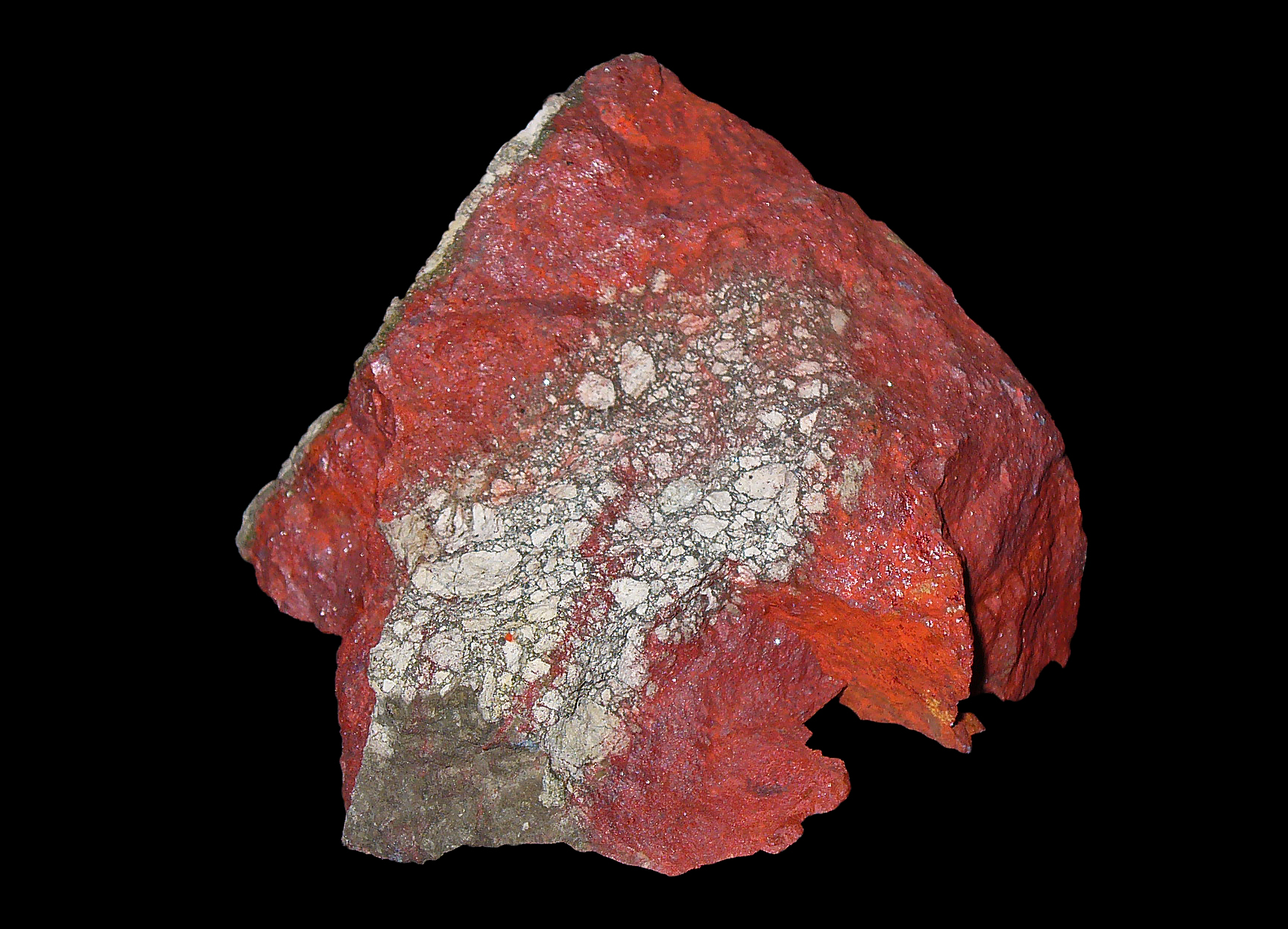
ماده معدنی سولفور سیماب، که از سنگ معدنی دارای فلز جیوه است، منبع رنگِ قرمز است. در زمان روم، بیشتر سولفور سیماب از معادن در آلمدین در اسپانیا آمده بود، جایی که معدنچیان معمولاً از اسرا و بردگان بودند. جیوه بسیار سمی است و کار در معادن اغلب حکم اعدام برای معدنچیان بود.

## نماد

### رنگ جلب‌کننده توجه

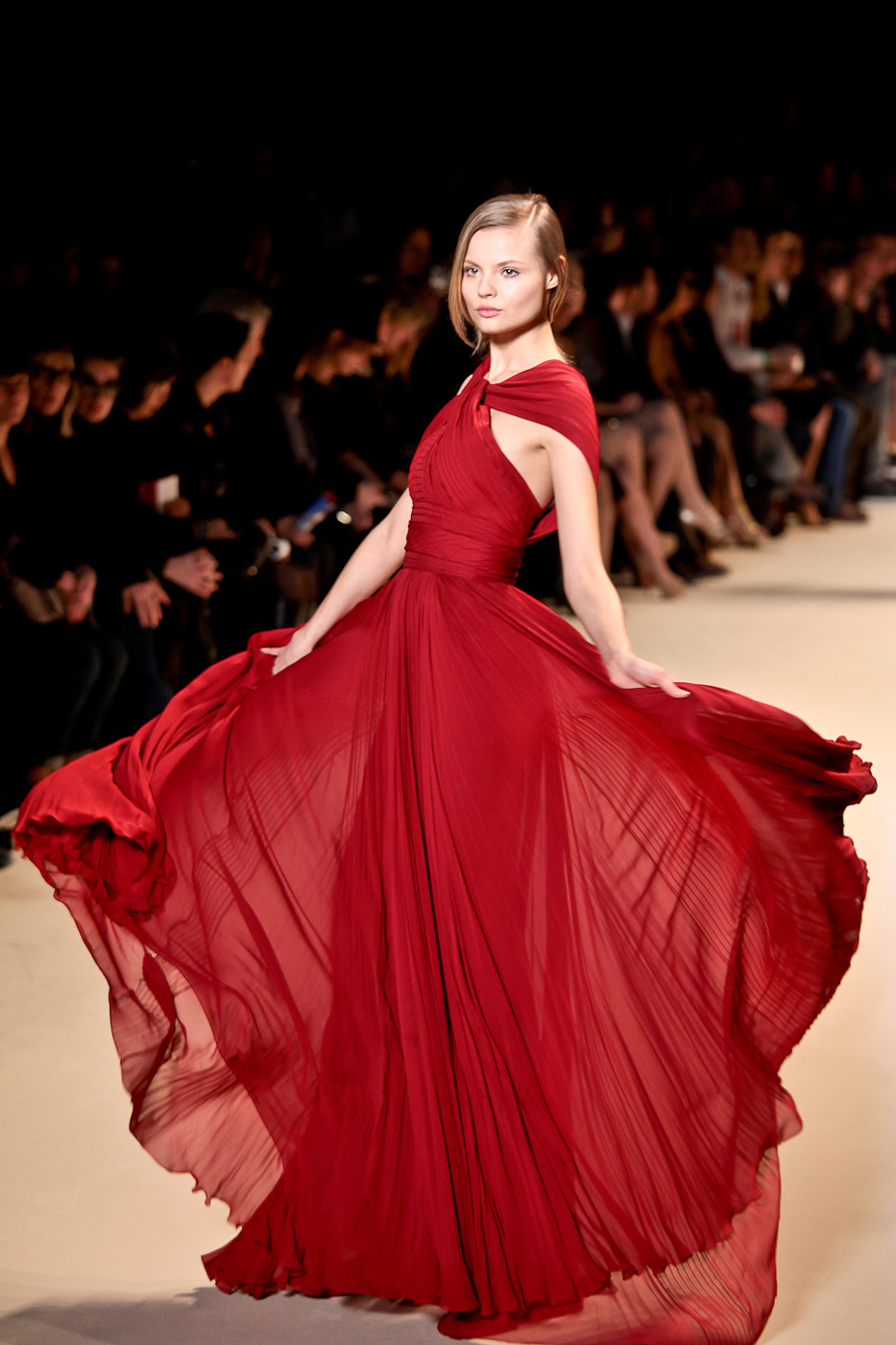
مدل مد (پوشاک)

قرمز رنگی‌است که بیشترین توجه‌ها را به‌سمت خود جذب می‌کند. این رنگ نیز بیشتر به پویایی و فعالیت مرتبط است. این رنگ در مد (پوشاک) نیز محبوب است و می‌تواند باعث توجه بیشتر حاضرین شود.
قرمز در صنعت مُد مدرن همان‌گونه که در نقاشی‌های قرون وسطایی استفاده می‌شد، مورد استفاده قرار می‌گیرد: برای جلب توجه بیننده به شخصی که قرار است مرکز توجه باشد. به نظر می‌رسد افرادی که قرمز پوشیده‌اند، حتی اگر واقعاً در همان مسافت با هم فاصله داشته باشند، نزدیک‌تر از لباس‌های رنگی دیگر هستند. این معمولاً توسط نگهبانان و افراد دیگری انجام می‌شود که شغل آنها نیاز به پیدا کردن آنها به راحتی دارد.
از آنجا که رنگ قرمز توجه را به خود جلب می‌کند، اغلب در تبلیغات استفاده می‌شود، اگرچه مطالعات نشان می‌دهد که افراد کمتر می‌توانند چیزی را که به رنگ قرمز چاپ شده بخوانند، زیرا می‌دانند که این تبلیغات است، و همچنین به دلیل اینکه خواندنش از خواندن متن سیاه و سفید دشوارتر است.
در ادبیات پارسی:
در ادبیات پارسی این رنگ به عنوان «نماد عشق» و «شادی» به کار رفته است، همچنین ترکیب سرخ با با برخی واژگان نیز معنی عشق می‌دهد مانند گل سرخ در سروده‌ای از پابلو نرودا شاعر اسپانیایی زبان:
نان را از من بگیر، هوا را از من بگیر
خنده‌ات را نه!!، گل سرخ را از من نگیر…

### هشدار
رنگ سرخ توجه مردم را جلب می‌کند و از این قابلیت آن برای هشدار در مورد خطر یا موارد اضطراری و از طرفی برای جلب تماشاگر استفاده می‌شود. در طبیعت سرخ بودن میوه‌ها نشانه رسیده بودن آن‌ها است. تحقیقات مختلف این نکته را نشان داد که رنگ سرخ بیشترین واکنش را در مقابل دیگر رنگ‌ها به همراه دارد. این واکنش به ترتیب در رنگ‌های نارنجی، زرد و سفید کاهش می‌یابد. به خاطر این خصوصیت دانشمندان این رنگ را به عنوان رنگ مناسب برای تابلوهای هشدار، برچسب‌ها و علامت‌ها پیشنهاد می‌کنند.
قرمز رنگ سنتی هشدار و خطر است و به همین دلیل، اغلب در پرچم‌ها استفاده می‌شود. در قرون وسطی، یک پرچم قرمز در جنگ، نشان‌دهندهٔ «جنگ فانی» بود، جایی که مخالفان با هیچ‌کس یاری نخواهند کرد و زندانی را که برای باج گرفته بود، به قتل می‌رسانند. به‌طور مشابه، پرچم قرمز که توسط یک کشتی دزدان دریایی برافراشته می‌شود، به معنای آن بود که هیچ رحمی نسبت به هدف خود نخواهند داشت. در انگلیس، در اوایل اختراع خودرو، ماشین‌ها مجبور بودند پشت سر مردی با پرچم قرمز که به کالسکه‌ها هشدار می‌داد حرکت کنند، پیش از این که قانون ماشین‌ها در بزرگراه‌ها در ۱۸۹۶ این قانون را لغو کند. در مسابقات اتومبیل‌رانی، در صورت وجود خطر برای رانندگان، پرچم قرمز برافراشته می‌شود. در فوتبال بین‌المللی، به بازیکنی که تخلف جدی از قوانین کرده است، کارت قرمز نشان داده می‌شود و از بازی خارج می‌شود.

تابلویی برای نشانه‌ایست که در ایران استفاده می‌شود.
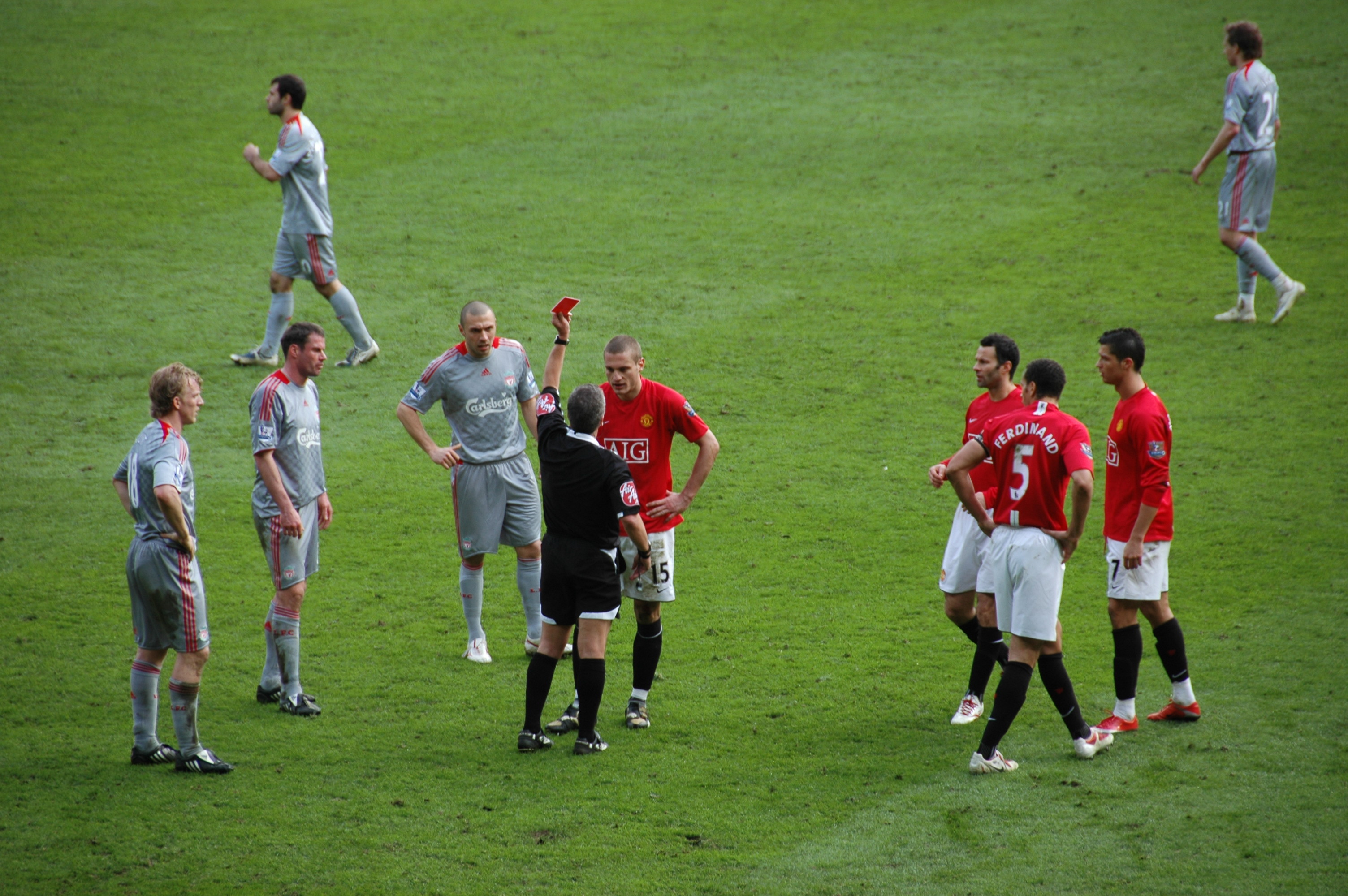
داور، ویدیچ را با کارت قرمز از بازی اخراج می‌کند.
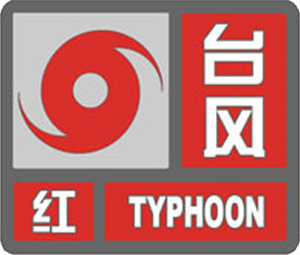
یک تابلوی هشدار توفان در چین
قرمز رنگ سطح تهدید تروریستی شدید در ایالات متحده است.
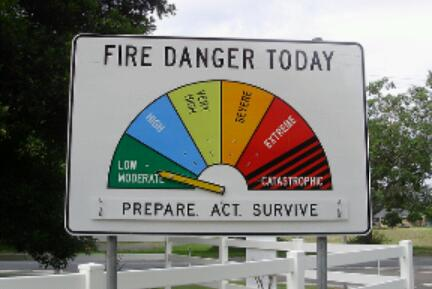
قرمز رنگ خطر آتش‌سوزی شدید در استرالیا است. نوارهای سیاه و قرمز جدید یک خطر فاجعه‌بار دیگر است.

### گناه، جرم و هوس
رنگ سرخ به‌طور گسترده‌ای به عنوان نماد جرم و گناه مورد استفاده قرار می‌گیرد که معمولاً به دلیل رابطه آن با خون است، البته این استفاده از رنگ سرخ تا حدودی به عقاید یهودیت و سپس مسیحیت که سرخ را با خون مقتول و به‌طور کلی با گناه مرتبط می‌دانند نیز برمی‌گردد. همچنین شیطان در بسیاری از نقش‌ها در فرهنگ‌های متفاوت با رنگ سرخ و لباس سرخ کشیده شده است.
سرخ همچنین به عنوان نماد شهوت، هوس، عشق و زیبایی نیز به کار می‌رود. رابطه بین قرمز با عشق و زیبایی تا حدودی به استفاده از گل سرخ به عنوان نماد عشق نیز وابسته است. باید اشاره کرد که هر دو فرهنگ یونانی و یهودی، رنگ سرخ را به عنوان نماد عشق و فداکاری می‌شناسند.

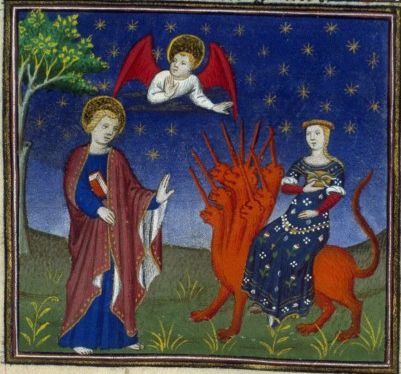
فاحشه بابل، که در یک نسخه خطی نقاشی‌شده سدهٔ ۱۴ فرانسوی به تصویر کشیده شده است. این زن جذاب به نظر می‌رسد، اما زیر لباس آبی خود قرمز پوشیده است.
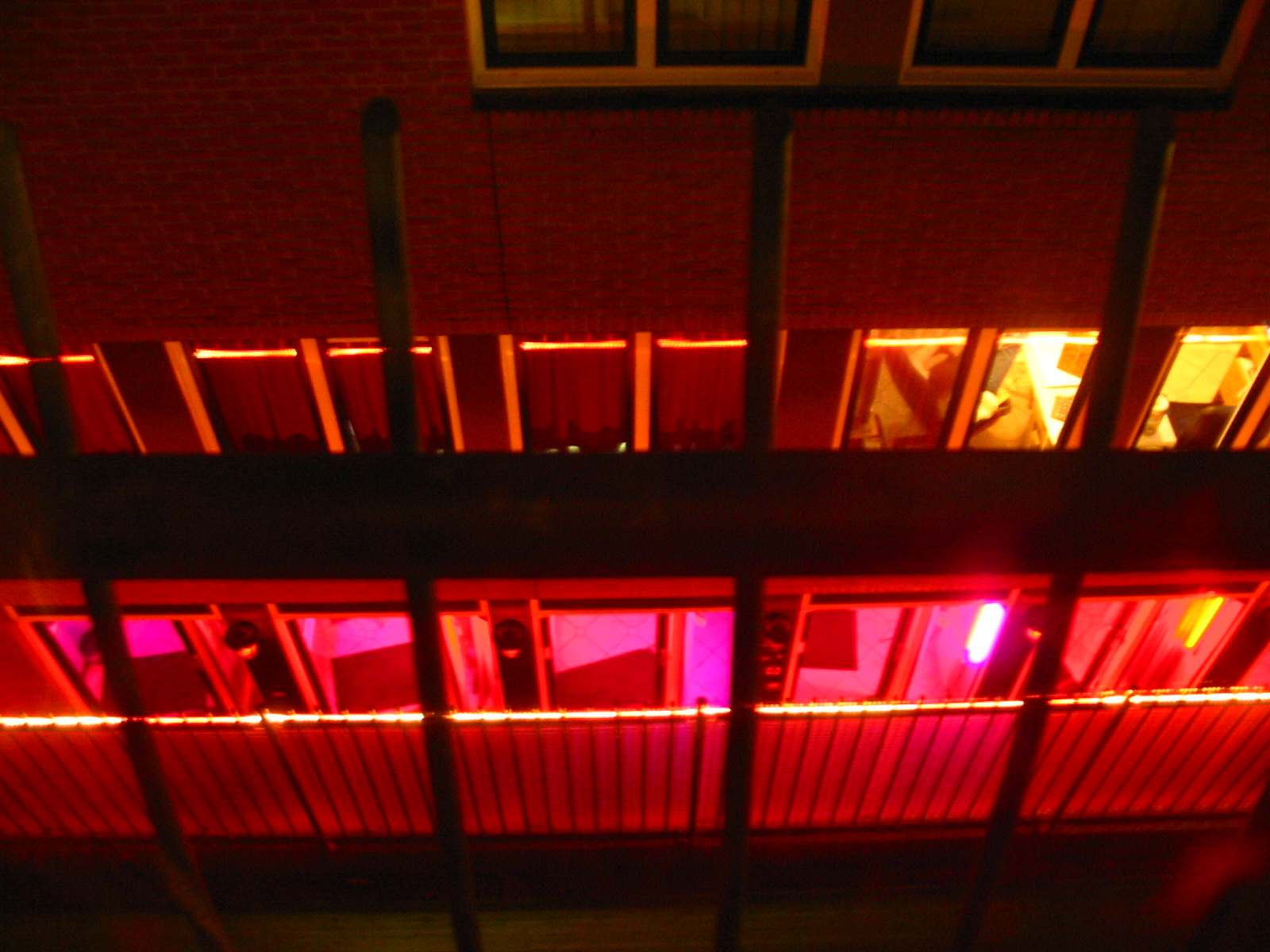
تصویر یک روسپی‌خانه در آمستردام
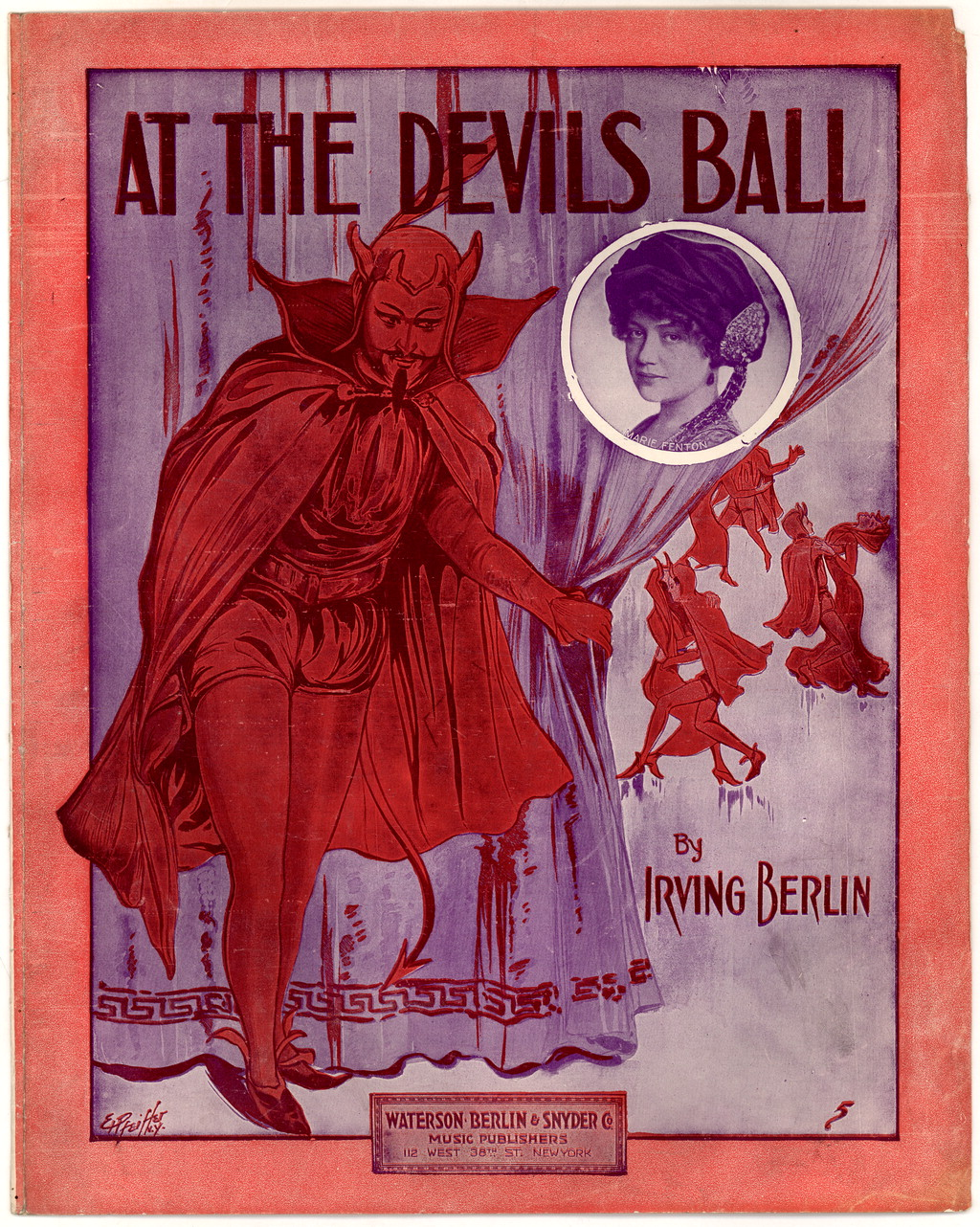
نُت برگِ "در توپ شیطان"، اثر ایروینگ برلین، ایالات متحده، ۱۹۱۵.
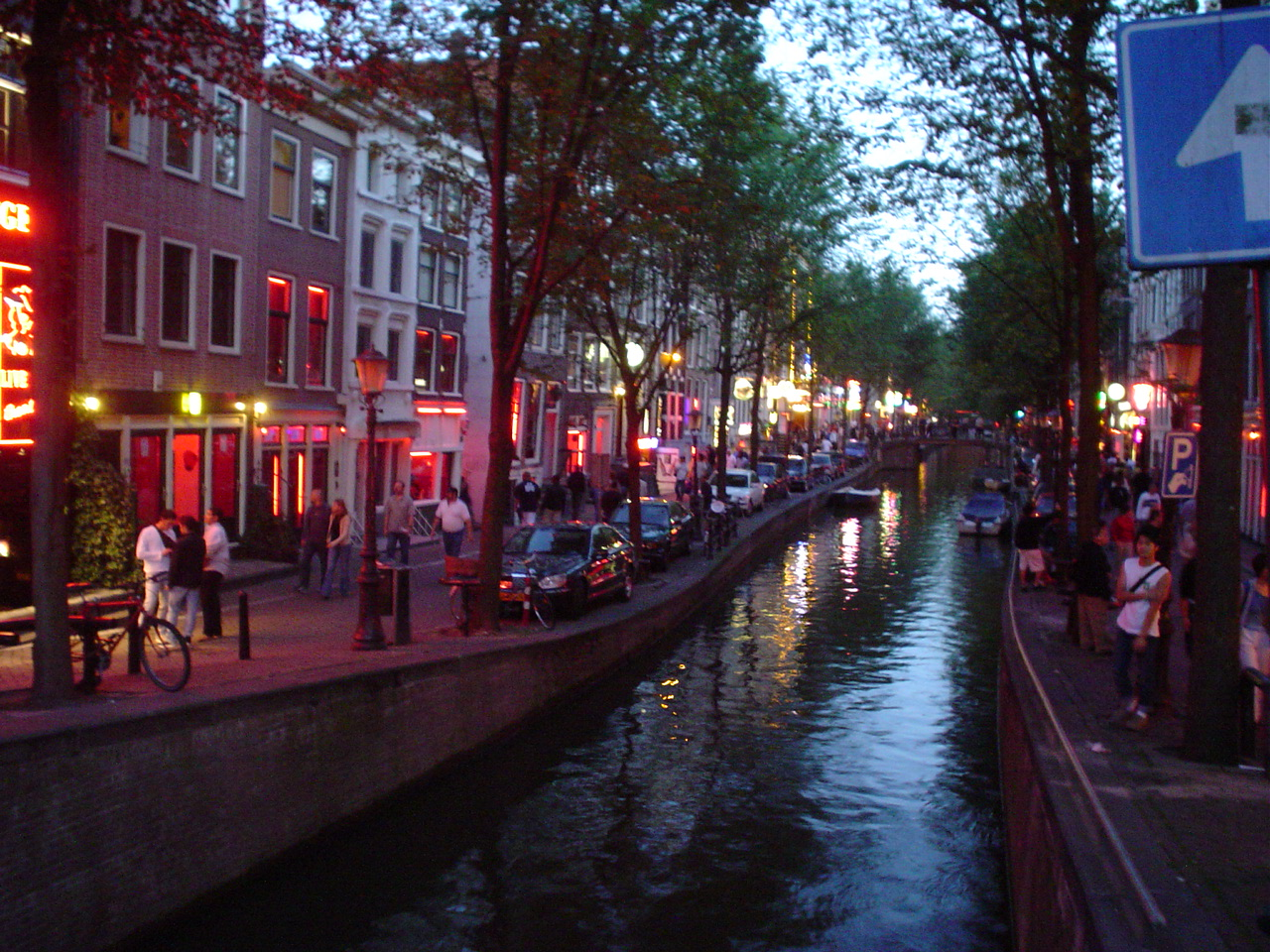
منطقه‌ای با چراغ قرمز در آمستردام (۲۰۰۳).
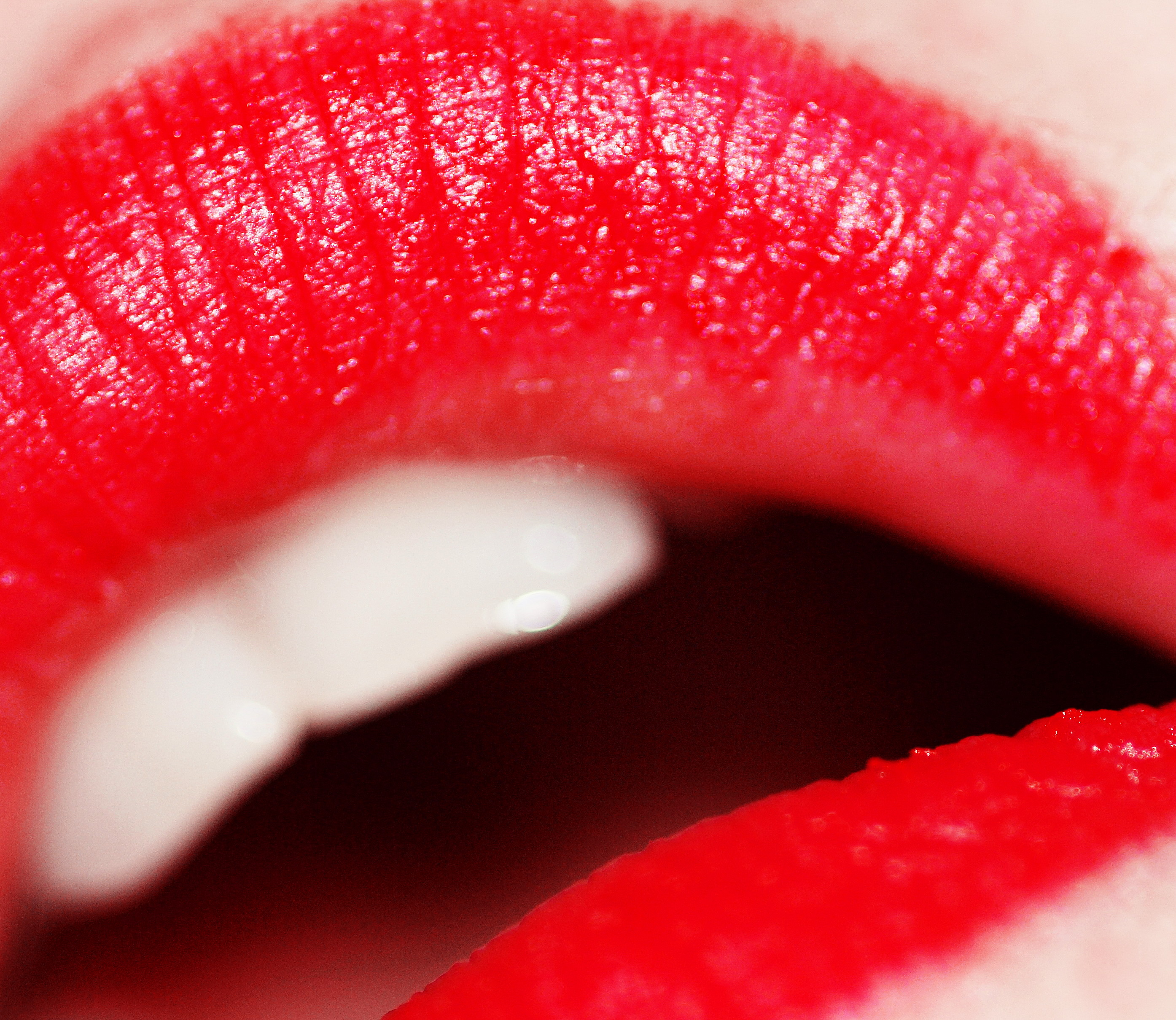
رژ لب قرمز توسط زنان به‌عنوان لوازم آرایشی از دوران باستان استفاده شده است.

### شجاعت و فداکاری

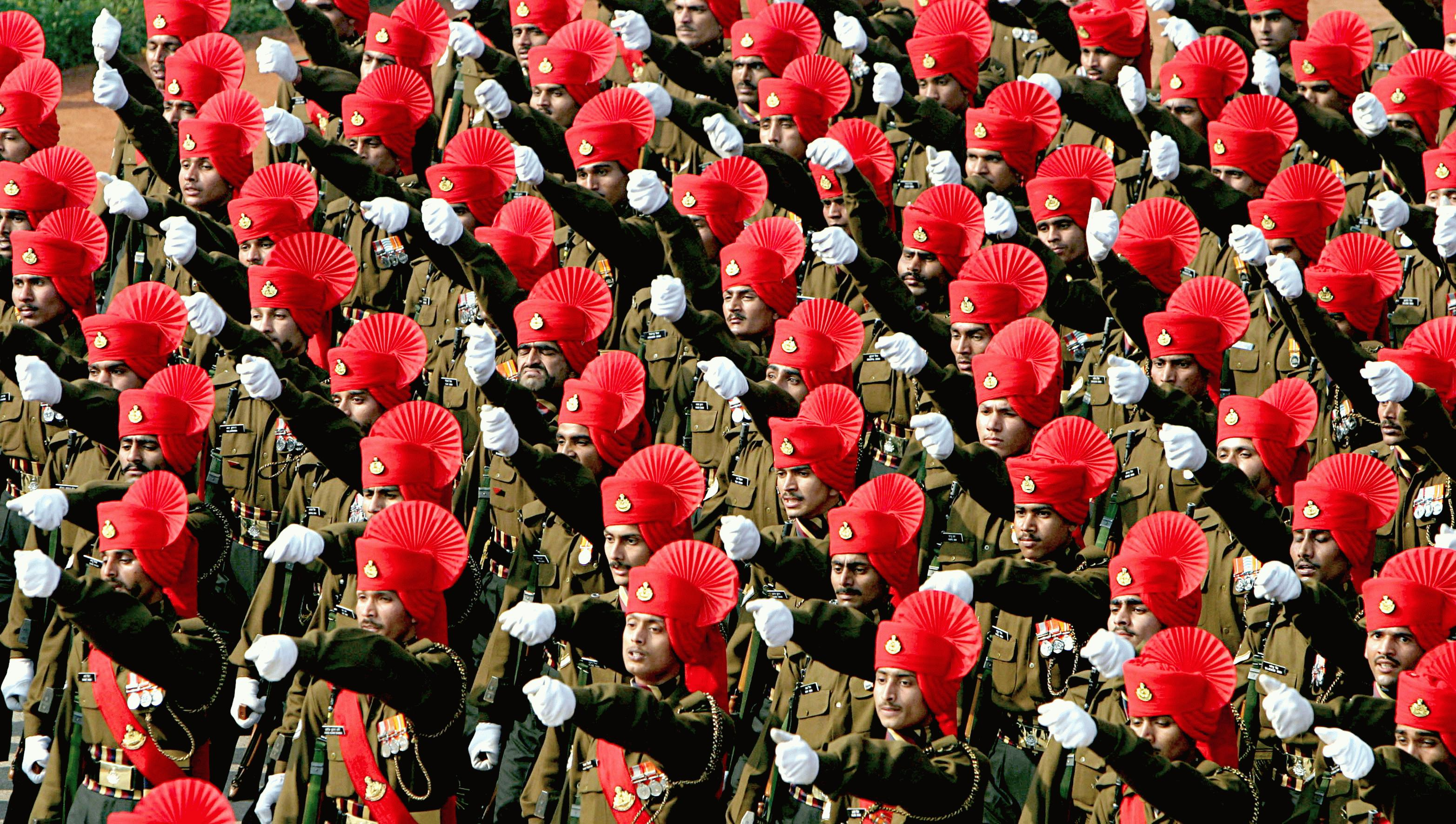
سربازان ارتش هند

سرخ همچنین به عنوان نماد شجاعت و فداکاری نیز به کار می‌رود. مثال‌های این کاربرد در پرچم ملی بسیاری از کشورها یافت می‌شود. همانطوری‌که پیشتر به رابطه بین قرمز در مسیحیت و گناه اشاره شد، این رنگ در مسیحیت و همچنین اسلام به عنوان نماد شهید نیز به کار می‌رود؛ فردی که به خاطر باورهایش از جان خود می‌گذرد.
افرادی که ادعا می‌کنند توانایی تشخیص هاله افراد را دارند، این‌گونه بیان کرده‌اند که فردی با هاله سرخ فردی است که در شغل خود به سلامتی و قوای جسمانی نیاز دارند.

### رنگ‌های سرخ در اچ.تی.ام. ال
رنگ سرخ، از رنگ‌های استاندارد در زبان HTML است که می‌توان برای به‌کارگیری آن نام انگلیسی‌اش (red) را درج نمود.

### لباس عروسی
در بسیاری از کشورهای آسیایی، لباس‌های عروس معمولاً قرمزرنگ هستند؛ این رنگ برای آنان نماد شادی و خوشبختی‌است.
در هندوستان، عروس‌ها به‌طور سنتی ساری قرمز، به نام ساری خون، که توسط پدرشان ارائه می‌شود، می‌پوشند، و این نشان‌دهندهٔ این است که وظایف او به عنوان پدر به شوهر جدید منتقل می‌شود، و به عنوان سمبل آرزوی او برای داشتن فرزند است. پس از ازدواج، عروس ساری با حاشیه قرمز پوشیده و در صورت فوت همسرش، آن را به ساری سفید تغییر می‌دهد. در پاکستان و هند، برخی از عروس‌ها به‌طور سنتی نیز دست و پای خود را با رنگ قرمز توسط خانواده همسر جدیدشان با حنا رنگ‌آمیزی می‌کنند تا خوشبختی خود را به دست آورند و وضعیت جدید خود را نشان دهند.

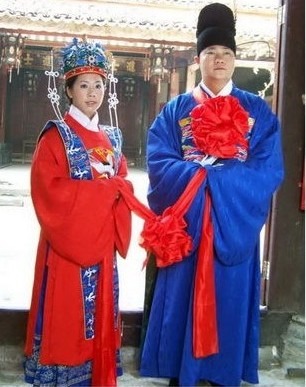
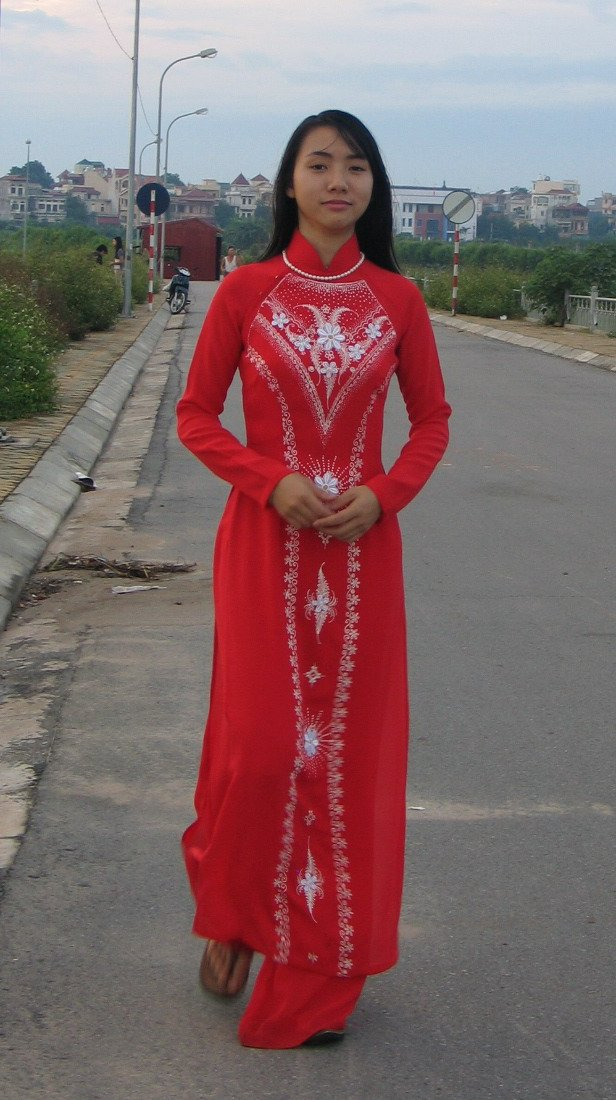
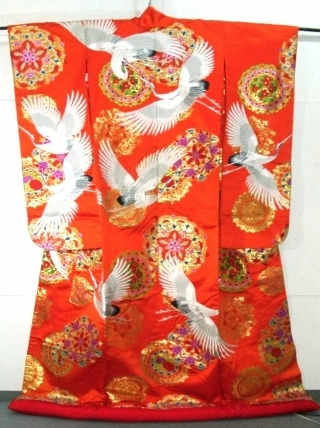

### فیزیک
در فیزیک رنگ قرمز در مفاهیم دما اغلب نماد گرما است که حتی بر روی شیرهای آب رنگ قرمز برای آب گرم استفاده می‌شود.

جابجایی دمای گرم (قرمز) و سرد (آبی)
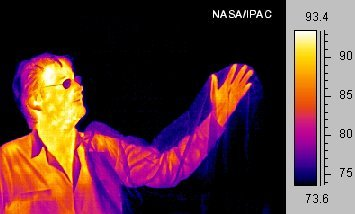
در تصویر دمانگاری نقاط گرم با تمایل به قرمز و زرد و نقاط سرد با تمایل به آبی و بنفش است.

## پرچم‌ها
رنگ سرخ یکی از رایج‌ترین رنگ‌های مورد استفاده در پرچم‌های ملی است. این رنگ بسیار زیاد در پرچم کشورهای گوناگون از قاره‌های جهان استفاده شده است. این رنگ می‌تواند نماد: خون سربازان، شجاعت، مدرنیته، حرارت و پویایی یا حتی شرایط آب‌وهوایی کشور باشد.

### کشورهای حاضر

پرچم چین
پرچم ویتنام
پرچم ترکیه
پرچم آلبانی
پرچم مراکش
پرچم دانمارک
پرچم قطر